# Камалата Нума, Абилио
Абилио Жозе Аугусто Камалата Нума (порт. Abílio José Augusto Kamalata Numa; 31 августа 1955, Кубал) — ангольский политик и военный, видный деятель УНИТА. Активный участник гражданской войны, соратник Жонаса Савимби и Антониу Дембу, генерал повстанческой армии ФАЛА. Один из основателей Вооружённых сил Республики Ангола. После легализации УНИТА — лидер радикального крыла партии. В 2007—2011 — генеральный секретарь УНИТА. Депутат Национальной ассамблеи.

## Происхождение и образование
Родился в семье католиков-овимбунду из провинции Бенгела. Начальное и среднее образование получил в католических школах Нова-Лижбоа — нынешний Уамбо. Высшее образование смог получить лишь десятки лет спустя — в 2012 году окончил Автономный университет Барселоны по курсу финансового и инновационного менеджмента.
Абилио Камалата придерживался антиколониальных национал-демократических взглядов. В 1974 году вступил в движение УНИТА, возглавляемое Жонасом Савимби.

## Командир гражданской войны
С 1975 года Абилио Камалата активно участвовал в гражданской войне против режима МПЛА. В качестве политкомиссара организовывал повстанческую военно-политическую структуру в Кубале, затем во всей Бенгеле. Отличился в боях против правительственных войск и кубинского экспедиционного корпуса. Имел звание генерала войск УНИТА — Вооружённых сил освобождения Анголы (ФАЛА).
Являлся убеждённым противником МПЛА не только из-за антидемократического характера режима, но и из-за характерной для него «расовой и национальной вражды».

Белого или мулата правительственные войска брали бы в плен. Но чёрного убивали на месте. 27 мая 1977 года показало, насколько МПЛА раздирается расовой и национальной враждой. Нехорошо это. Совсем нехорошо.

Абилио Камалата Нума

После заключения Бисесских соглашений в 1991 году Абилио Камалата Нума принимал участие в формировании общеангольской армии. Считается одним из основателей Вооружённых сил Анголы (FAA).
Осенью 1992 года Резня на Хэллоуин сорвала процесс политического урегулирования и возобновила гражданскую войну. Камалата Нума участвовал в Войне 55 дней 1993 года, завершившейся крупной победой УНИТА/ФАЛА — взятием города Уамбо. Служил под непосредственным командованием Антониу Дембу — ближайшего соратника Савимби, второго человека УНИТА. Вместе с Паулу Лукамбой Гату, Арлиндо Пеной, Демостенешем Амосом Шилингутилой планировал и осуществлял крупные военные операции. Принадлежал к окружению Жонаса Савимби.
Подобно Савимби и Дембу, Камалата Нума был противником компромисса с МПЛА, выступал за продолжение вооружённой борьбы. В то же время он считал авантюрной военную стратегию конца 1990-х — фронтальную борьбу при очевидном превосходстве правительственных сил. Из-за этих разногласий в 1998 он был арестован по приказу Савимби, но вскоре освобождён (впоследствии подчёркивал, что не имеет претензий в этой связи). Несмотря на несогласие, выполнял приказы. Сыграл видную роль в оборонительных боях ФАЛА 1998—1999, в частности, в защите Баилундо и Андуло.
Абилио Камалата Нума был участником последнего перехода Жонаса Савимби в провинции Мошико и его последнего боя 22 февраля 2002 года. После гибели Савимби генерал Нума сумел уйти из окружения и пробраться в Замбию. Вскоре Камалата Нума добровольно вернулся в Анголу.

## Радикальный оппозиционер

### Политическая позиция
После окончания гражданской войны Абилио Камалата Нума включился в легальную политику в качестве деятеля УНИТА. С 2008 — депутат Национальной ассамблеи Анголы. Состоит в парламентском комитете по национальной безопасности. В 2007—2011 Абилио Камалата Нума занимал пост генерального секретаря УНИТА. Является членом высшего руководства партии — Постоянного комитета Политической комиссии. Считается одним из самых влиятельных руководителей УНИТА. С 2015 года Камалата Нума претендовал на пост председателя партии. Возглавляет в УНИТА радикальное крыло, наиболее жёстко настроенное в отношении режима МПЛА. Открыто выступает за продолжение традиций Савимби и Дембу, которых характеризует как великих людей. Подчёркивает верность «принципам Муангаи» — первой программе УНИТА, принятой в селении Муангаи 13 марта 1966 года.
Камалата Нума резко осуждал президента Анголы Жозе Эдуарду душ Сантуша за авторитарность, нарушения прав человека, коррупцию, социальную несправедливость. С недоверием относится к «примирительным жестам» властей: так, назначение представителя УНИТА Жералду Сашипенгу Нунды начальником генерального штаба FAA Камалата Нума посчитал не шагом национального примирения, а лишь манёвром душ Сантуша. Без особого доверия воспринял он и реформистские декларации нового президента Жуана Лоренсу — тоже представителя верхушки МПЛА. Столь жёсткая позиция пользуется популярностью среди активистов УНИТА (особенно ветеранов-савимбистов и радикальной молодёжи), но вызывает конфликты Камалаты Нумы с более умеренными руководителями.
Осенью 2020 Абилио Камалата Нума поддержал уличные протесты в Луанде. Против демонстраций было применено полицейское насилие. Абилио Камалата Нума решительно солидаризировался с демонстрантами, выразил гордость протестующей молодёжью, резко осудил действия властей и посоветовал Лоренсу «не идти путём Лукашенко».

Суверенный народ вправе учить правителей, что такое народный суверенитет. Диктаторы и их ученики, в последнюю минуту подделывающие свои указы, будут побеждены суверенным народом Анголы. А пока поздравляю молодёжь моей страны, которая внушила мне гордость. За парней, что сейчас в тюрьме — молитва и борьба.

Абилио Камалата Нума.

### Внутрипартийная позиция
Перед выборами 2017 года Камалата Нума призвал ангольскую оппозицию к единству и сплочению. Он позитивно отзывается об Абеле Шивукувуку и его партии КАСА.
Наблюдатели отмечают, что Камалата Нума является наиболее сильным политическим противником МПЛА и единственным деятелем УНИТА, в отношении которого власти не позволяют некорректных высказываний.
На XIII съезде УНИТА в ноябре 2019 Абилио Камалата Нума баллотировался в председатели (президенты) партии. Его программа основывалась на модернизации УНИТА, придании движению панафриканского характера. Камалата Нума занял при голосовании третье место (около 6 %). Третьим главой УНИТА был избран Адалберту Кошта Жуниор. После оглашения результатов Абилио Камалата Нума подтвердил свою готовность служить партии и пообещал новому лидеру «верного и бескомпромиссного товарища».

### Международная позиция
Абилио Камалата Нума принципиально симпатизирует демократическим протестным движениям мира. С энтузиазмом воспринимал такие события, как Арабская весна, избрание Барака Обамы президентом США и Инасиу Лулы президентом Бразилии. Особо отмечал, что КНР и РФ «рискуют остаться позади, если не примут этих импульсов, преобразующих эпоху».
Он также поддержал венгерские выступления против правительства Орбана, польские протесты против ужесточения закона об абортах и назвал Беларусь «всемирным центром протестов против диктатуры».
Вторжение России на Украину (2022) создало ещё один водораздел в ангольской политике. Официальные власти во главе с Лоренсу заняли «нейтральную» позицию, воздержавшись на Генеральной Ассамблее ООН при голосовании по резолюции, осуждающей вторжение. Партия УНИТА решительно поддержала Украину в конфликте с РФ. Парламентская фракция приняла соответствующее заявление. Абилио Камалата Нума жёстко осудил политику Владимира Путина,сравнил российско-украинское противостояние 2022 с вмешательством СССР в ангольскую гражданскую войну, резко полемизировал с послом РФ в Анголе Владимиром Тараровым.

## Частная жизнь
Абилио Камалата Нума женат, имеет 10 детей. В публичных выступлениях, однако, принципиально не затрагивает эту сторону жизни.
Увлекается спортом, особенно футболом и плаванием. Изучает наследие Мартина Лютера Кинга.